# Eclipse (John Shirley)
Eclipse è un romanzo di fantascienza cyberpunk di John Shirley pubblicato negli Stati Uniti nel 1985, primo libro della omonima trilogia. Ha avuto due seguiti, Azione al crepuscolo (Eclipse Penumbra) e La maschera sul sole (Eclipse Corona); la trilogia è nota come A Song Called Youth o semplicemente trilogia di Eclipse.
Il romanzo è stato pubblicato in italiano in versione completa nel 1995.

## Trama
In un vicino futuro sconvolto dagli strascichi di una Guerra fredda mai terminata, Shirley apre il suo romanzo in una Amsterdam ormai ridotta in macerie, dove il lettore conoscerà alcuni dei personaggi principali di Eclipse. Il romanzo si snoda in un contro-fattuale della realtà in cui viviamo e vede l'Europa come campo di battaglia dello scontro fra URSS e Stati Uniti. Gli Stati Uniti sono soggiogati politicamente e culturalmente da Wordtalk e dalla Seconda Alleanza (SA). La prima è una potente azienda multinazionale, il cui celato obiettivo è mantenere lo status quo attraverso strumenti propagandistici. La seconda è una forza di polizia internazionale privata, ispirata da valori di stampo religioso cristiano e dai connotati di estrema destra. La SA sta attuando il suo piano di conquista dell'Europa, appoggiando partiti politici conservatori sotto le mentite spoglie di garanti della sicurezza contro il frammentato e precario quadro geopolitico in cui è inserito il Vecchio Continente.
Fra decisioni affrettate, ma inevitabili, o dovute a necessità di sopravvivenza, i fili narrativi delle vicende dei vari personaggi di Eclipse si intrecceranno con quelli della Nuova Resistenza, un corpo di guerriglia che si oppone alle istanze politiche della Seconda Alleanza.